# Gestreepte helmspecht
De gestreepte helmspecht (Dryocopus lineatus) is een vogel uit de familie van de Picidae (Spechten).

## Verspreiding en leefgebied
Deze soort komt voor in Midden- en Zuid-Amerika en telt vijf ondersoorten:
- D. l. scapularis: westelijk Mexico.
- D. l. similis: van oostelijk Mexico tot noordwestelijk Costa Rica.
- D. l. lineatus: van oostelijk Costa Rica tot oostelijk Peru, noordelijk Paraguay, oostelijk Brazilië en de Guyana's.
- D. l. fuscipennis: westelijk Ecuador en noordwestelijk Peru.
- D. l. erythrops: zuidoostelijk Brazilië, oostelijk Paraguay en noordoostelijk Argentinië.

## Status
De grootte van de populatie is in 2008 geschat op 5-50 miljoen volwassen vogels. Op de Rode lijst van de IUCN heeft deze soort de status niet bedreigd.